# Hindsight (álbum)
Hindsight é o segundo álbum de estúdio do cantor cristão John Reuben, lançado a 21 de Maio de 2002.
O disco atingiu a 28.ª posição do Heatseekers e o nº 24 do Top Contemporary Christian.

## Faixas
1. "I'll Try Harder" - 0:50
2. "I John Reu" - 3:04
3. "Hindsight" - 4:14
4. "Big E Cypher Session" - 0:26
5. "Soundman" - 4:52
6. "Run the Night" - 4:31
7. "Breathe" - 3:52
8. "I Pictured It" - 4:31
9. "01/08/02" - 1:11
10. "Doin'" - 4:55
11. "Thank You" - 3:58
12. "DJ Manuel (Turntablism 101)" - 1:00
13. "Up and at Them" - 4:16
14. "Defensive Offender" - 3:58
15. "Pataskala" - 3:56